# Deux de couple TA mixte aux Jeux paralympiques d'été de 2008
Navigation
Londres 2012
L'épreuve du deux de couple TA mixte aux Jeux paralympiques d'été de 2008 se déroulent du 9 au 11 septembre 2008 au parc aquatique olympique de Shunyi, en Chine.

## Résultats détaillés

### Séries
| Rang | Couloir | Rameur                                | Pays       | Temps         | Notes |
| ---- | ------- | ------------------------------------- | ---------- | ------------- | ----- |
| 1    |         | Zhou Yangjing Shan Zilong             | Chine      | 4 min 14 s 67 | QA    |
| 2    |         | John Maclean Kathryn Ross             | Australie  | 4 min 18 s 66 | R     |
| 3    |         | Sergii Dereza Iryna Kyrychenko        | Ukraine    | 4 min 27 s 50 | R     |
| 4    |         | Angela Madsen William Brown           | États-Unis | 4 min 29 s 69 | R     |
| 5    |         | Harald Wimmer Siglind Koehler         | Allemagne  | 4 min 44 s 67 | R     |
| 6    |         | Caitlin Renneson Wilfredo More Wilson | Canada     | 4 min 50 s 54 | R     |

| Rang | Couloir | Rameur                             | Pays            | Temps         | Notes |
| ---- | ------- | ---------------------------------- | --------------- | ------------- | ----- |
| 1    |         | Josiane Lima Elton Santana         | Brésil          | 4 min 18 s 45 | QA    |
| 2    |         | Daniele Stefanoni Stefania Toscano | Italie          | 4 min 23 s 36 | R     |
| 3    |         | Karen Cromie James Roberts         | Grande-Bretagne | 4 min 25 s 73 | R     |
| 4    |         | Piotr Majka Jolanta Pawlak         | Pologne         | 4 min 29 s 14 | R     |
| 5    |         | Igor Kogan Mari Kogan              | Israël          | 4 min 43 s 53 | R     |
| 6    |         | Miho Hamada Megumi Matsumoto       | Japon           | 4 min 52 s 96 | R     |

### Repêchages
| Rang | Couloir | Rameur                                | Pays            | Temps         | Notes |
| ---- | ------- | ------------------------------------- | --------------- | ------------- | ----- |
| 1    |         | John Maclean Kathryn Ross             | Australie       | 4 min 31 s 24 | QA    |
| 2    |         | Karen Cromie James Roberts            | Grande-Bretagne | 4 min 41 s 74 | QA    |
| 3    |         | Angela Madsen William Brown           | États-Unis      | 4 min 42 s 64 | QB    |
| 4    |         | Igor Kogan Mari Kogan                 | Israël          | 5 min 3 s 38  | QB    |
| 5    |         | Caitlin Renneson Wilfredo More Wilson | Canada          | 5 min 12 s 47 | QB    |

| Rang | Couloir | Rameur                             | Pays      | Temps         | Notes |
| ---- | ------- | ---------------------------------- | --------- | ------------- | ----- |
| 1    |         | Daniele Stefanoni Stefania Toscano | Italie    | 4 min 35 s 24 | QA    |
| 2    |         | Piotr Majka Jolanta Pawlak         | Pologne   | 4 min 37 s 90 | QA    |
| 3    |         | Sergii Dereza Iryna Kyrychenko     | Ukraine   | 4 min 38 s 90 | QB    |
| 4    |         | Harald Wimmer Siglind Koehler      | Allemagne | 4 min 59 s 69 | QB    |
| 5    |         | Miho Hamada Megumi Matsumoto       | Japon     | 5 min 9 s 86  | QB    |

### Finales
| Rang                                   | Couloir | Rameur                             | Pays            | Temps         | Notes |
| -------------------------------------- | ------- | ---------------------------------- | --------------- | ------------- | ----- |
| Médaille d'or, Jeux paralympiques      |         | Zhou Yangjing Shan Zilong          | Chine           | 4 min 20 s 69 |       |
| Médaille d'argent, Jeux paralympiques  |         | John Maclean Kathryn Ross          | Australie       | 4 min 21 s 58 |       |
| Médaille de bronze, Jeux paralympiques |         | Josiane Lima Elton Santana         | Brésil          | 4 min 28 s 36 |       |
| 4                                      |         | Daniele Stefanoni Stefania Toscano | Italie          | 4 min 32 s 30 |       |
| 5                                      |         | Karen Cromie James Roberts         | Grande-Bretagne | 4 min 32 s 52 |       |
| 6                                      |         | Piotr Majka Jolanta Pawlak         | Pologne         | 4 min 35 s 08 |       |

| Rang | Couloir | Rameur                                | Pays       | Temps         | Notes |
| ---- | ------- | ------------------------------------- | ---------- | ------------- | ----- |
| 1    |         | Angela Madsen William Brown           | États-Unis | 4 min 30 s 33 |       |
| 2    |         | Sergii Dereza Iryna Kyrychenko        | Ukraine    | 4 min 37 s 78 |       |
| 3    |         | Harald Wimmer Siglind Koehler         | Allemagne  | 4 min 49 s 05 |       |
| 4    |         | Igor Kogan Mari Kogan                 | Israël     | 4 min 50 s 43 |       |
| 5    |         | Caitlin Renneson Wilfredo More Wilson | Canada     | 4 min 54 s 08 |       |
| 6    |         | Miho Hamada Megumi Matsumoto          | Japon      | 5 min 1 s 30  |       |